# Други поход на Чошу
Други поход на Чошу (јап. 第二次長州征討), назван још и Летњи рат, била је војна интервенција Токугава шогуната на побуњеничку област Чошу. Десио се након првог похода који се одиграо 1864. године.

## Историјат
Други поход на Чошу био је најављен 6. марта 1865. године, док је сама операција почела 7. јуна 1866. бомбардовањем града Суо Ошима од стране морнарице шогуната.
Поход се завршио катастрофално по војску шогуната будући да су се снаге Чошуа боље организовале и модернизовале западним ватреним наоружањем. Снаге шогуната биле сачињене од самураја који су претежно користили тз. хладно оружје попут мачева, копља, бодежа и др, док је само њен мали део, недовољно да победу, користио модерно наоружање. Многе области пружале су само половичан отпор, одбијајући да крену у напад а највише се у томе истицала област Сацума која је већ ушла у алијансу са облашћу Чошу.
Токугава Јошинобу, новопостављени шогун, успео је да обезбеди престанак сукоба након смрти претходног шогуна али је пораз дубоко ослабио владавину бакуфуа. Некада непобедива снага владе показала се слабашном и рањивом па је након овог сукоба шогунат врло брзо изгубио контролу над неким областима. Ова кампања се зато сматра кључном за обарање феудалне владе и враћање царске владавине.
Овај пораз стимулисао је бакфу да модернизује војску и своју администрацију па је млађи брат шогуна Јошинобуа, Ашитаке послат на светску изложбу у Паризу 1867. године који је тамо осигурао француску помоћ у обуци војске 1867—1868. године.

## Галерија
- Модернизоване трупе шогуната 1866. године
- Модернизоване трупе шогуната у Другом походу на Чошу
- Снаге области Такада у Другом походу на Чошу
- Чошуова јединица Кихеитаи која се борила против Бакуфуа у Другом походу на Чошу